# ATC (N)
Jest to część klasyfikacji anatomiczno-terapeutyczno-chemicznej:
- A – Przewód pokarmowy i metabolizm
- B – Krew i układ krwiotwórczy
- C – Układ sercowo-naczyniowy
- D – Dermatologia
- G – Układ moczowo-płciowy i hormony płciowe
- H – Leki hormonalne do stosowania wewnętrznego (bez hormonów płciowych)
- J – Leki stosowane w zakażeniach (przeciwinfekcyjne)
- L – Leki przeciwnowotworowe i immunomodulujące
- M – Układ mięśniowo-szkieletowy
- N – Ośrodkowy układ nerwowy
- P – Leki przeciwpasożytnicze, owadobójcze i repelenty
- R – Układ oddechowy
- S – Narządy wzroku i słuchu
- V – Różne (varia)

Obejmuje ona leki wpływające na ośrodkowy układ nerwowy:
- N – Ośrodkowy układ nerwowy
  - N 01 – Leki znieczulające
  - N 02 – Leki przeciwbólowe
  - N 03 – Leki przeciwdrgawkowe
  - N 04 – Leki stosowane w chorobie Parkinsona
  - N 05 – Leki psycholeptyczne
  - N 06 – Psychoanaleptyki
  - N 07 – Inne leki wpływające na układ nerwowy

## N 01 –Leki znieczulające
- N 01 A – Leki do znieczulenia ogólnego
  - N 01 AA – etery
  - N 01 AB – chlorowcowane węglowodory
  - N 01 AF – barbiturany
  - N 01 AG – barbiturany w połączeniach z innymi lekami
  - N 01 AH – anestetyki opioidowe
  - N 01 AX – inne
- N 01 B – Środki do znieczulenia miejscowego
  - N 01 BA – estry kwasu aminobenzoesowego
  - N 01 BB – amidy
  - N 01 BC – estry kwasu benzoesowego
  - N 01 BX – inne

## N 02 –Leki przeciwbólowe
- N 02 A – Opioidy
  - N 02 AA – naturalne alkaloidy opium
  - N 02 AB – pochodne fenylopiperydyny
  - N 02 AC – pochodne difenylpropylaminy
  - N 02 AD – pochodne benzomorfanu
  - N 02 AE – pochodne orypawiny
  - N 02 AF – pochodne morfinanu
  - N 02 AG – opioidy w połączeniach z lekami rozkurczowymi
  - N 02 AJ – Opioidy w połączeniach z nieopioidowymi lekami przeciwbólowymi
  - N 02 AX – inne
- N 02 B – Inne leki przeciwbólowe i przeciwgorączkowe
  - N 02 BA – kwas salicylowy i jego pochodne
  - N 02 BB – pirazolony
  - N 02 BE – anilidy
  - N 02 BF – gabapentynoidy
  - N 02 BG – inne
- N 02 C – Leki przeciwmigrenowe
  - N 02 CA – alkaloidy sporyszu
  - N 02 CB – pochodne kortykosteroidów
  - N 02 CC – selektywne agonisty receptora 5-HT1
  - N 02 CD – Agonisty peptydu pochodnego genu kalcytoniny (CGRP)
  - N 02 CX – inne

## N 03 –Leki przeciwdrgawkowe
- N 03 A – Leki przeciwdrgawkowe
  - N 03 AA – barbiturany i ich pochodne
  - N 03 AB – pochodne hydantoiny
  - N 03 AC – pochodne oksazolidyny
  - N 03 AD – pochodne imidu kwasu bursztynowego
  - N 03 AE – pochodne benzodiazepiny
  - N 03 AF – pochodne karboksyamidu
  - N 03 AG – pochodne kwasów tłuszczowych
  - N 03 AX – inne

## N04 –Leki stosowane w chorobie Parkinsona
- N 04 A – Preparaty przeciwcholinergiczne
  - N 04 AA – aminy trzeciorzędowe
  - N 04 AB – estry zbliżone budową do leków antyhistaminowych
  - N 04 AC – estry tropiny lub jej pochodne
- N 04 B – Leki dopaminergiczne
  - N 04 BA – dopa i jej pochodne
  - N 04 BB – pochodne adamantanu
  - N 04 BC – agonisty dopaminy
  - N 04 BD – inhibitory monoaminooksydazy typu B
  - N 04 BX – inne

## N 05 –Leki psycholeptyczne
- N 05 A – Leki przeciwpsychotyczne
  - N 05 AA – pochodne fenotiazyny z łańcuchem alifatycznym
  - N 05 AB – pochodne fenotiazyny z grupą piperazynową
  - N 05 AC – pochodne fenotiazyny z grupą piperydynową
  - N 05 AD – pochodne butyrofenonu
  - N 05 AE – pochodne indolu
  - N 05 AF – pochodne tioksantenu
  - N 05 AG – pochodne difenylobutylopiperydyny
  - N 05 AH – pochodne diazepiny i oksazepiny
  - N 05 AL – benzamidy
  - N 05 AN – sole litu
  - N 05 AX – inne
- N 05 B – Anksjolityki
  - N 05 BA – pochodne benzodiazepiny
  - N 05 BB – pochodne difenylometanu
  - N 05 BC – karbaminiany
  - N 05 BD – pochodne dibenzobicyklooktadienu
  - N 05 BE – pochodne azaspirodekanodionu
  - N 05 BX – inne
- N 05 C – Leki nasenne i uspokajające
  - N 05 CA – barbiturany
  - N 05 CB – barbiturany w połączeniach
  - N 05 CC – aldehydy i ich pochodne
  - N 05 CD – pochodne benzodiazepiny
  - N 05 CE – pochodne piperydynodionu
  - N 05 CF – cyklopirolony
  - N 05 CH – agonisty receptora melatoninowego
  - N 05 CJ – antagonisty receptora oreksynowego
  - N 05 CM – inne
  - N 05 CX – leki nasenne i uspokajające w połączeniach (z wyjątkiem barbituranów)

## N 06 –Psychoanaleptyki
- N 06 A – Leki przeciwdepresyjne
  - N 06 AA – nieselektywne inhibitory wychwytu zwrotnego monoaminy
  - N 06 AB – selektywne inhibitory wychwytu zwrotnego serotoniny
  - N 06 AF – nieselektywne inhibitory MAO
  - N 06 AG – inhibitory MAO A
  - N 06 AX – inne
- N 06 B – Leki psychostymulujące i nootropowe
  - N 06 BA – sympatykomimetyki działające ośrodkowo
  - N 06 BC – pochodne ksantyny
  - N 06 BX – inne
- N 06 C – Leki psychoanaleptyczne i psycholeptyczne w połączeniach
  - N 06 CA – leki przeciwdepresyjne w połączeniach z psycholeptykami
  - N 06 CB – leki psychostymulujące w połączeniach z psycholeptykami
- N 06 D – Leki przeciw otępieniu starczemu
  - N 06 DA – inhibitory acetylocholinoesterazy
  - N 06 DX – inne

## N 07 –Inne leki wpływające na układ nerwowy
- N 07 A – Parasympatykomimetyki
  - N 07 AA – inhibitory acetylocholinoesterazy
  - N 07 AB – estry choliny
  - N 07 AX – inne
- N 07 B – Leki stosowane w leczeniu uzależnień
  - N 07 BA – preparaty stosowane w leczeniu uzależnienia od nikotyny
  - N 07 BB – preparaty stosowane w leczeniu uzależnienia od alkoholu
  - N 07 BC – preparaty stosowane w leczeniu uzależnienia od opioidów
  - N 07 BX – inne
- N 07 C – Preparaty stosowane w zawrotach głowy
  - N 07 CA – preparaty stosowane w zawrotach głowy
- N 07 X – Inne leki wpływające na układ nerwowy
  - N 07 XA – gangliozydy i ich pochodne
  - N 07 XX – inne